# Simulator (attractie)
Een simulator is een attractietype dat op de kermis en in attractieparken te vinden is. Het verschil met een simulator in een attractiepark met een praktijksimulator zoals een vliegsimulator of chirurgische simulator, is dat bij een praktijksimulator er een of meerdere handeling(en) aangeleerd worden. Een simulator in de recreatie heeft als enige functie amusement. 

## Soorten
De simulator is gestart op de kermis als bewegingssimulator, een cabine zonder ramen op hydraulische cilinders. In de cabine wordt een film getoond en de hydraulische cilinders zorgen ervoor dat de bewegingen overeenkomen met de bewegingen in de film. Het kan ook zo zijn dat de cabine statisch is en de stoelen in de cabine meebewegen. De 'klassieke' bewegingssimulator bestaat nog steeds en wordt tot op heden nog geproduceerd. Echter zijn er inmiddels meerdere varianten bijgekomen die soms overlappen met andere attractietypen.